# Fairfield (Pensilvânia)
Fairfield é um distrito localizado no estado norte-americano de Pensilvânia, no Condado de Adams.

## Demografia
Segundo o censo norte-americano de 2000, a sua população era de 486 habitantes.
Em 2006, foi estimada uma população de 514, um aumento de 28 (5.8%).

## Geografia
De acordo com o United States Census Bureau tem uma área de
1,8 km², dos quais 1,8 km² cobertos por terra e 0,0 km² cobertos por água. Fairfield localiza-se a aproximadamente 176 m acima do nível do mar.

## Localidades na vizinhança
O diagrama seguinte representa as localidades num raio de 12 km ao redor de Fairfield.

## Curiosidade
O distrito de Fairfield é onde se passa a primeira campanha do jogo de vídeo game Left 4 Dead.